# Megajoppa lineola
Megajoppa lineola är en stekelart som först beskrevs av Brulle 1846.  Megajoppa lineola ingår i släktet Megajoppa och familjen brokparasitsteklar. Inga underarter finns listade i Catalogue of Life.